# Croxteth Hall
Croxteth Hall ("manor") Finca rural y un monumento clasificado de Grado II* en el suburbio de West Derby en Liverpool, Inglaterra. Es la antigua finca rural y hogar ancestral de la familia Molyneux, los condes de Sefton. Después de la muerte del séptimo y último conde en 1972, la propiedad pasó al Ayuntamiento de Liverpool, que ahora administra el resto de la propiedad tras la venta de aproximadamente la mitad de los terrenos. Los terrenos restantes, Croxteth Park, fueron en un tiempo un lugar de caza de la familia Molyneux y ahora están abiertos al público.

## Historia

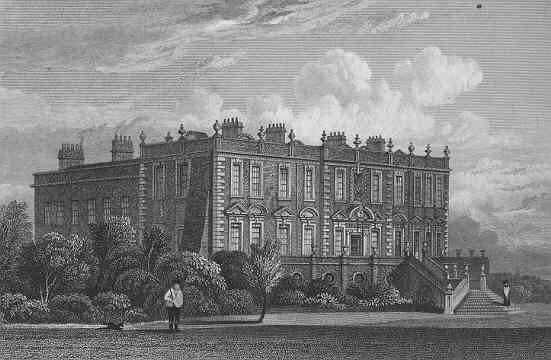
El Hall en la década de 1820.

La casa original fue construida alrededor de 1575 y se ha ampliado en varias etapas en estilos Tudor, georgiano y Reina Ana. La fachada principal, la fachada oeste, fue construida en 1702. Durante este período se construyeron una panadería y una cervecería, aunque durante la época victoriana fueron demolidas. En 1874 se añadió un ala para que los visitantes pudieran alojarse en ella.
La reina Victoria, el príncipe Alberto y sus hijos se alojaron en Croxteth Hall el 9 de octubre de 1851 antes de visitar Liverpool al día siguiente durante una lluvia torrencial. Sin embargo, la visita comenzó bien, con 700 miembros de la nobleza local entretenidos en los terrenos del salón.
El salón y su edificio anexo son monumentos clasificados de Grado II*, al igual que 3 de los edificios anexos; otros 15 edificios de la finca son de Grado II. La familia Molyneux vivió en el Hall desde el siglo XVI hasta 1972, cuando murió el último conde. Su viuda, nacida en Estados Unidos, Josephine, condesa de Sefton (1903-1980), que en su día fue amiga íntima de la duquesa de Windsor y apodada "Foxy" por su abundante cabello castaño rojizo, siguió pasando algún tiempo en Croxteth. Se convirtió en el último miembro de la familia Molyneux en residir en la sala.
Cuando el último conde murió en 1972, se realizó una búsqueda mundial de un heredero al título, pero sin éxito. Gran parte de la propiedad original se ha vendido desde entonces para su desarrollo, pero aproximadamente 500 acres (2 km²) permanecen como un parque rural, que está abierto al público e incluye varias instalaciones de juegos para niños. La finca también contiene el histórico salón, abierto al público a cambio de una pequeña tarifa, así como un jardín victoriano amurallado bien cuidado y una granja rural en funcionamiento.
El jardín amurallado alberga lo que queda del Botánico de Liverpool. Esta es una de las colecciones de horticultura más antiguas de Gran Bretaña, fundada por William Roscoe en 1802. Entre las plantas tropicales se encuentra la Colección Nacional de Dracaena (dracos); hay orquídeas y la Colección Nacional de Codiaeum; pelargonios y la Colección Nacional de Solenostemon, así como una rica colección de bromelias. Liverpool alguna vez fue mundialmente famoso por sus orquídeas, ya que su colección está compuesta principalmente por especies recolectadas en estado silvestre en lugar de los híbridos de jardín más habituales.
En marzo de 2013, se anunció que se emprendería un programa de £400.000 para restaurar el ala Reina Ana dañada por un incendio en 1952.
En 2017, el Ayuntamiento de Liverpool anunció que buscaba ofertas de promotores para gestionar el salón y el parque, ya que su funcionamiento cuesta al ayuntamiento más de un millón de libras al año. En enero de 2018, se habían presentado dos ofertas para gestionar el salón y el parque, una de las cuales planeaba utilizar la instalación como hotel de lujo, spa y lugar para bodas. Sin embargo, en marzo de 2018, el consejo anunció planes para gestionar la instalación por sí mismo, con el objetivo de convertirla en una atracción turística que albergue conciertos, ferias y mercados.
El salón tuvo que realizar trabajos estructurales urgentes durante el verano de 2020 cuando un informe de ingeniería descubrió que era necesario reparar las repisas de las chimeneas, las canaletas y los revestimientos del techo, con un coste de alrededor de 650 000 libras esterlinas.

## Futuro
El Ayuntamiento de Liverpool anunció una consulta pública en agosto de 2022 sobre cómo se podrían utilizar el parque y el salón y generar más ingresos. Se invitó al público a dar su opinión sobre una serie de ideas, incluida la creación de un crematorio de mascotas, estacionamiento pago y los tipos de eventos que les gustaría que se celebraran allí.

## El parque
El parque está catalogado como Grado II. También contiene Mull Wood, que forma parte de la Reserva Natural Local de Croxteth, de 85 hectáreas (210 acre). En colaboración con Lancashire Wildlife Trust, se duplicó el tamaño de la reserva. Esto permite a las personas un mejor acceso a las áreas de reserva e incluir nuevos hábitats dentro de la reserva. Una de las mejoras realizadas en Mull Wood es la siembra de un prado de flores silvestres, situado cerca de Old Kennels.
Myerscough College opera su campus de Liverpool desde parte del Hall, en el que enseña a 350 estudiantes a tiempo completo.
Los "Amigos de Croxteth Hall y Country Park" apoyan la obra de la principal mansión señorial de Liverpool. Los Amigos organizan una variedad de eventos divertidos para recaudar fondos. Entre las cosas que han pagado están bancos, plantas, equipos y estudios de horticultura.
Todos los sábados a las 9 a. m., el parque organiza un recorrido semanal gratuito y cronometrado de 5 horas. Evento parkrun de 1 km con salida y llegada en el pabellón.

## Residencia canina
Las perreras de Croxteth Hall Lane se construyeron en la década de 1870 y son un edificio catalogado de Grado II. Fueron diseñados por el arquitecto de Chester, John Douglas, para el 4º Conde de Sefton. Las perreras están construidas en ladrillo rojo con un techo estampado de pizarras azules y verdes. El edificio es de una sola planta y tiene tres tramos; los dos tramos de la izquierda consisten en las perreras y el tramo de la derecha es más alto, con un tejado a dos aguas más inclinado. Hay una chimenea alta de ladrillo. Las perreras están actualmente ocupadas y mantenidas por el Grupo de Voluntarios de Croxteth Park (fundado en 2017).